# El barro humano
El barro humano  es una película en blanco y negro de Argentina dirigida por Luis César Amadori según su propio guion sobre la obra teatral de Luis Rodríguez Acassuso que se estrenó el 2 de mayo de 1955 y que tuvo como protagonistas a Zully Moreno, Carlos López Moctezuma, Juan José Míguez, Jorge Salcedo y Nelly Panizza. Como camarógrafo colaboró Pedro Marzialetti. La obra de teatro había sido estrenada en 1932 por la compañía encabezada por Blanca Podestá y José Gómez en el Teatro Nuevo.

## Sinopsis
Un conflicto matrimonial llega a los Tribunales y se convierte en comentario público.

## Reparto
- Zully Moreno …Mercedes Romero de Vargas Peña
- Carlos López Moctezuma …Eduardo Vargas Peña
- Juan José Míguez …Octavio Reyes
- Jorge Salcedo …Fiscal
- Nelly Panizza …Elisa Márbiz de Reyes
- Felisa Mary …Clara
- Héctor Calcaño …Felipe Romero
- Ricardo Galache …Néstor Rómulo
- Domingo Sapelli … Dr. Beltrán Gómez, presidente del tribunal
- Gloria Ferrandiz …Lucía Montaña
- Hugo Lanzillotta …Carlitos
- Mario Lozano …Defensor
- Alberto Barcel …Médico forense
- Rosita Leporace
- Nené Devín …Mucama
- Carlos Barbetti …Raúl Sanguinetti
- Amalia Britos …Cocinera
- Cristina de la Vega …Sarita
- Juan Alighieri …Manolo
- Nicolás Taricano
- Alfredo Santa Cruz
- Liana Moabro
- Rafael Diserio …Secretario del tribunal
- Renée Stranic
- Francisco Audenino
- Nélida Gármez
- Mario Ríofranco
- Luis Sandrini …Taxista (cameo)
- Antonio Carrizo…Relator radial

## Comentarios
King comentó en El Mundo sobre el filme:

”Es uno de esos films donde el perfecto equilibrio en todas sus partes determina la presencia del espectáculo de noble cuño cinematográfico, cabalmente logrado.”

La Prensa por su parte dijo:

”Fuerte teatralidad…se apoya en las virtudes de la obra…el vigor de un film cuya destreza ha logrado trasladar a la técnica del cine la humana realidad del original.”